# Banedanmark

Logo von Banedanmark

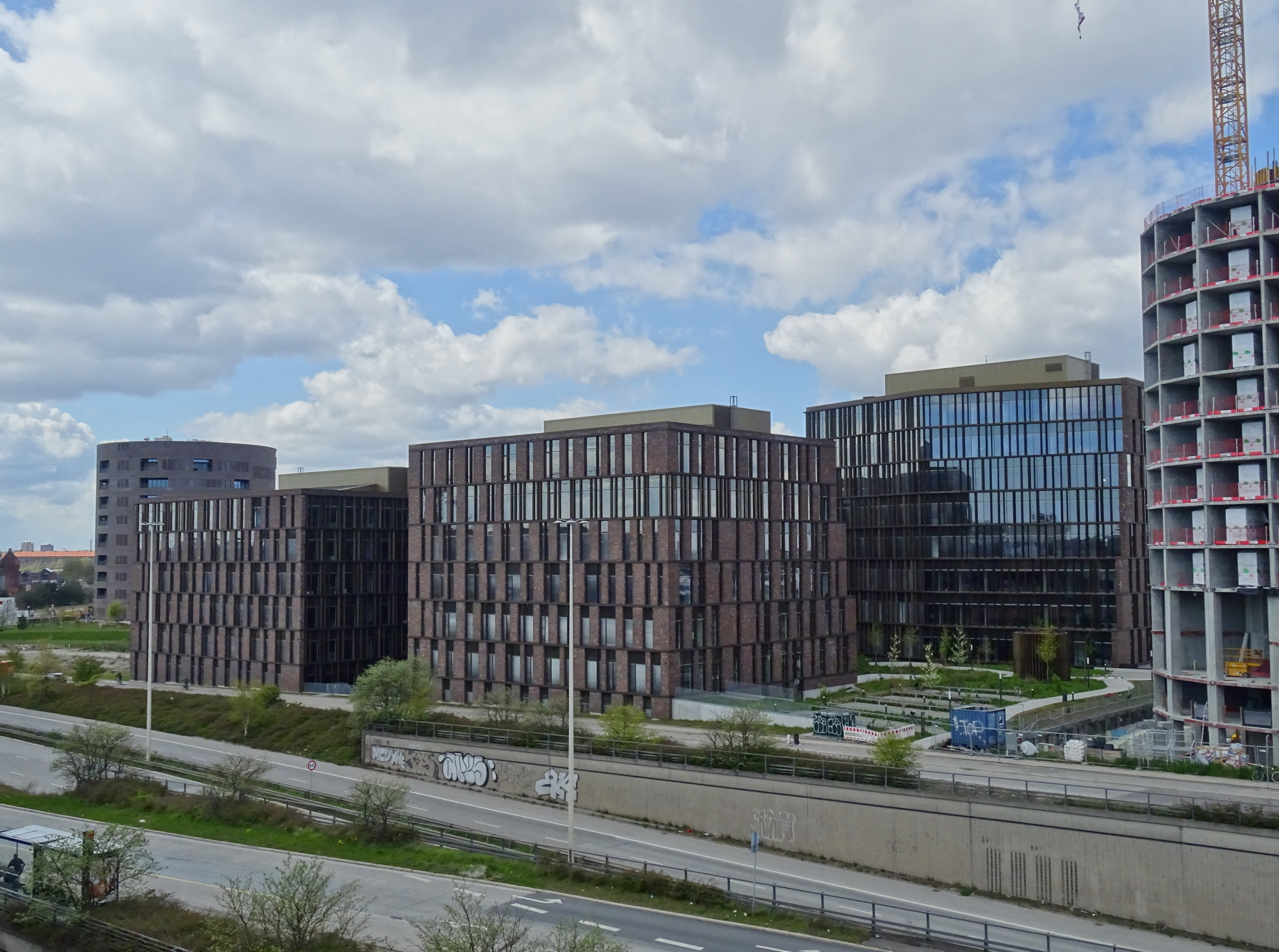
Hauptsitz Carsten Niebuhrs Gade

Banedanmark (BDK) – bis 2004 Banestyrelsen – ist ein dänischer Eisenbahninfrastrukturbetreiber mit Sitz in Kopenhagen und Verwalter des staatlichen dänischen Schienennetzes.
Bis 1996 waren die Danske Statsbaner (DSB) sowohl für Schienennetz als auch Zugverkehr zuständig. Als der Bahnbetrieb und das Schienennetz getrennt wurde, übernahm 1997 Banestyrelsen das Netz. Die Gesellschaft erhielt 2004 den neuen Namen Banedanmark. Der Name bedeutet übertragen Bahn Dänemark und müsste eigentlich grammatisch korrekt in zwei Wörtern geschrieben werden, wie er auch ausgesprochen wird.
Die Hauptverwaltung befindet sich seit 26. November 2018 in der Carsten Niebuhrs Gade 43 in der Nähe des Kopenhagener Hauptbahnhofs.
Am 15. September 2021 wurde von Verkehrsminister Benny Engelbrecht am Bahnhof in Ringsted ein weiteres Bürogebäude mit modernen, neuen Büro- und Besprechungsräumen und einem Schulungszentrum als zentralem Standort eingeweiht, das 300 von den 2300 Mitarbeitern einen Arbeitsplatz bietet.

## Infrastruktur
Banedanmark verwaltet ein 3100 km langes Schienennetz mit der Spurweite von 1435 mm. Die größte Höchstgeschwindigkeit beträgt 180 km/h. Das Schienennetz ist verbunden mit den Netzen der Infrastrukturbetreiber Öresundbrückenkonsortium, Nordjyske Jernbaner, Midtjyske Jernbaner, Vestbanen, Aarhus Letbane, Lokaltog, DB InfraGO AG und Neg Niebüll.
Die Einrichtungen an Personenbahnhöfen der Banedanmark werden von den DSB verwaltet.

## Elektrifizierungen
Stand 2022 waren folgende Strecken mit 25 kV / 50 Hz Wechselspannung elektrifiziert:
- Helsingør – København – Roskilde – Odense – Fredericia – Lunderskov – Esbjerg
- København – Øresundsforbindelsen
- København – Køge Nord – Ringsted
- Køge Nord – Køge – Næstved
- Lunderskov – Tinglev – Padborg
- Tinglev – Sønderborg

Im Bereich des S-tog sind die Strecken mit 1650 V Gleichspannung elektrifiziert.
Ende 2016 wurden die zeitlichen Eckpunkte für das Elektrifizierungsprogramm 2018–2026 festgelegt, das sich nach der Modernisierung des Signalsystems richtete. Danach sollten alle zu elektrifizierenden Strecken zwischen 2018 und 2021 auf European Rail Traffic Management System 2 (ERTMS 2) umgestellt werden.
In diese Vorbereitungsphase gingen die Erfahrungen beim Bau der Bahnstrecke Lunderskov–Esbjerg ein, die am 12. März 2017 in Betrieb ging. Am 31. Mai 2019 wurde der Verkehr auf der Schnellfahrstrecke København–Ringsted aufgenommen.
Als nächste Strecke folgte seit 2019 der Ausbau des Abschnittes Køge Nord–Næstved, der ab dem zweiten Quartal 2020 elektrisch befahren werden sollte. Erste Testfahrten mit elektrischen Fahrzeugen wurden in den Nächten des 20. und 22. März 2019 durchgeführt.
2021 sollte die Bahnstrecke Roskilde–Kalundborg umgerüstet und zum Fahrplanwechsel im Dezember 2021 in Betrieb genommen werden. Erst im Dezember 2024 erfolgte die Inbetriebnahme des Abschnittes zwischen Roskilde und Holbæk.
Das Ausbauprogramm für Jütland erstreckt sich zwischen 2023 und 2026. Für diesen Zeitraum sind die Details noch nicht festgelegt, die Grobplanung sieht die vorbereitenden Arbeiten und die Elektrifizierung der Bahnstrecke Vejle–Struer für die Zeit nach 2023 vor.
Dies ist eine Folge der Testphase für das Signalsystem, das auf der Strecke zwischen Hobro und Frederikshavn einem Langzeittest unterzogen wird. Deshalb hat Banedanmark beschlossen, eine Reihe von Arbeiten von 2019 nach 2020 zu verschieben. Dies betrifft die Erneuerung, die Geschwindigkeitserhöhung und die vorbereitenden Arbeiten für die Elektrifizierung der Strecke Hobro–Aalborg (Lindholm), den Bau der Flughafenbahn Aalborg und die Kapazitätserweiterung in Vendsyssel.
Auf der Bahnstrecke København–Fredericia über Fünen und Seeland waren 2019 und 2020 umfangreiche Erneuerungsarbeiten geplant. Diese wurden jedoch wegen der Priorität der Strecke Roskilde–Ringsted auf 2024/25 verschoben.
Die Geschwindigkeitserhöhung der Strecke zwischen Holbæk und Kalundborg kann ebenfalls erst 2023 durchgeführt werden, wenn die Signalarbeiten auf Fünen und Seeland fertiggestellt sind. Auch die Erneuerung und Geschwindigkeitserhöhungen auf den Strecken in Mittel- und Westjütland wurden bis nach 2023 verschoben, ebenso der Bereich West- und Südjütland.

## European Rail Traffic Management System (ERTMS)
Nachdem das Ende des Lebenszyklus bestehender Sicherungstechnik absehbar war, kündigte Banedanmark am 10. Dezember 2008 an, alle Signalanlagen in Dänemark durch ETCS Level 2 zu ersetzen. Das Projekt sollte im 1. Quartal 2009 beginnen und 2021[veraltet] abgeschlossen werden. Damit einher sollte ein völlig neues betriebliches Regelwerk gehen. Das auf 3,3 Milliarden Euro (21 Milliarden Dänischen Kronen) geschätzte Projekt sollte in vier Losen vergeben werden, zwei für die Ausrüstung des Netzes und eines für die Ausrüstung der Fahrzeuge. Ein viertes Los war für die S-Bahn Kopenhagen vorgesehen, die aufgrund kurzer Zugfolgen mit einem CBTC-System (Moving Block) ausgerüstet werden soll. Die entsprechenden finanziellen Mittel wurden im Herbst 2008 durch das dänische Parlament bewilligt. An der Ausschreibung beteiligten sich alle großen Signaltechnik-Hersteller, jeweils in allen vier Losen.
2009 wurde die Einführung auf allen staatlich betriebenen Strecken zwischen 2017 und 2021 vorgesehen. Nebenstrecken sollten nach 2021 mit ERTMS Regional ausgestattet werden. Seit Anfang 2019 wird seitens Banedanmark eine Strækningsoversigt ETCS bereitgestellt. Die Kosten der Fahrzeugausrüstung werden durch den Infrastrukturbetreiber gefördert. Aufgrund von erheblichen Verzögerungen bei der Fahrzeugausrüstung verschob die dänische Regierung 2017 das Ende der ETCS-Umstellung von 2023 auf 2030.
Anfang Februar 2019 wurde eine Vereinbarung bekannt gegeben, mit der die Fortsetzung der Fahrzeugausrüstung durch Alstom eine neue vertragliche Grundlage erhielt. Im November 2019 waren die ersten sechs Züge vom Typ MF (IC3) umgebaut und zugelassen. Zum Fahrplanwechsel im Dezember 2019 ging die zweite Pilotstrecke mit ETCS L2 BL3 in Betrieb. Zwischen Roskilde und Køge wurde mit einer einwöchigen Totalsperre die gesamte Funktionalität mit Bahnübergängen und Anschluss an die nationale Leitstelle in Betrieb genommen.

### Einführung
Als erste Strecke wurde am 21. Oktober 2018 der Betrieb zwischen Frederikshavn und Lindholm aufgenommen.
Seit 2019 wurde der Abschnitt Roskilde–Køge elektrifiziert, der ab dem zweiten Quartal 2020 planmäßig elektrisch befahren wird.{ Zuvor wurde die Strecke auf das Sicherungssystem ERTMS 2 umgestellt.
Auf der Thybane zwischen Struer und Thisted wurden folgende Abschnitte
- Snedsted – Thisted (ab 24. Februar 2020)
- Bedsted – Snedsted (ab 9. März 2020) und
- Hvidbjerg – Bedsted (ab 23. März 2020) auf die neue Signaltechnik umgestellt.[19]

Die weiteren Inbetriebnahmen waren für die Strecken
- Langå–Struer–Holstebro (2021)
- Køge–Næstved und Næstved–Rødby (2021)
- Vejle–Holstebro–Herning–Skanderborg (2022)[20] geplant.